# Langebrug (Amsterdam)
De Langebrug ook wel Donderbrug was een brug in Amsterdam-Centrum.
Het was een van de eerste bruggen in de stad, zo niet der eerste volgens Amstelodanum in 1937. Ze overspande hier de rivier Amstel, die hier Rokin heet. Ze vormde de verbinding tussen de Langebrugsteeg (aan wie ze haar naam gaf) in het oosten en de Taksteeg in het westen. Er zou al vanaf de 14e eeuw hier een brug liggen, toen hier de stad eindigde. De brug dankt haar naam aan de breedte van de Amstel hier, haar bijnaam aan het feit dat over de brug rijdende karren nogal lawaai maakten. In 1857 verscheen hier op de plaats van een houten hangbrug een dubbele ijzeren basculebrug, zoals alle bruggen over de Amstel toen basculebruggen waren, maar in 1875 kwam er een vaste brug. Met aanbruggen (vijf doorvaarten) lag er toen een brug van 53 meter. Door de verbreding van het Rokin voor het verkeer werd de brug korter waardoor deze nog vier doorvaarten had. De brug kon gesloopt worden toen in 1937 het Rokin plaatselijk gedempt  werd (tot aan de Vijgendam), het doel was om parkeerruimte te scheppen. Op de plaats van de brug kwam een kassagebouwtje van Jan Leupen, toen architect bij de Dienst der Publieke Werken. In 1948 verscheen hier het beeld Vrouwe Fortuna van Hildo Krop, dat in 1972 werd vervangen door een ruiterstandbeeld van koningin Wilhelmina der Nederlanden vervaardigd door Theresia van der Pant. Vrouwe Fortuna raakte zoek, werd gevonden in een antiekwinkel in Brussel en verhuisde naar de kade nabij de Doelensluis en Muntsluis (100 meter verderop).
De Langebrug ging naadloos over in de Grimnessesluis. De brug zou nummer 198 hebben gehad, dat later overging naar de brug bij het Kleine-Gartmanplantsoen. 

## Afbeeldingen

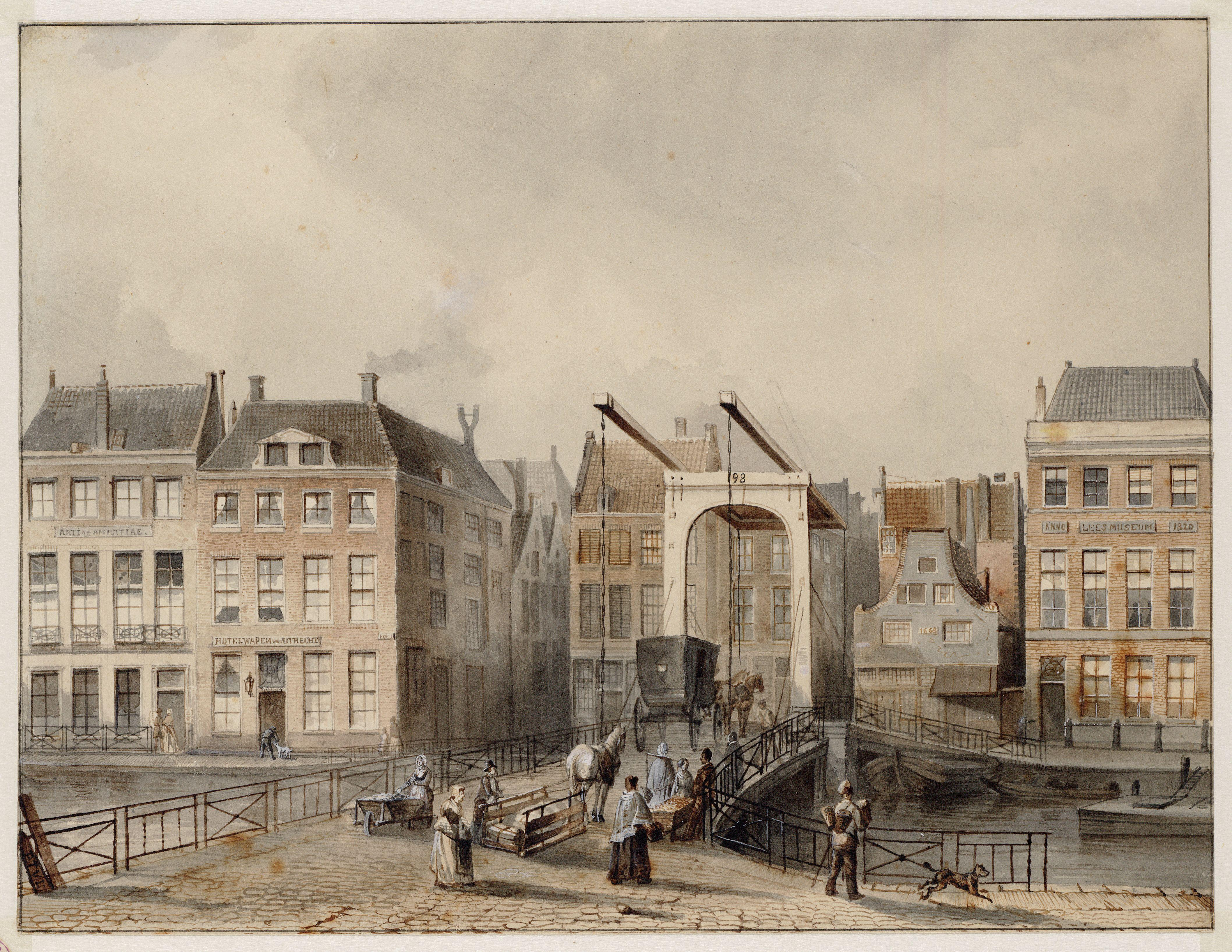
Pierre Tetar van Elven aquarelleerde de brug in 1847
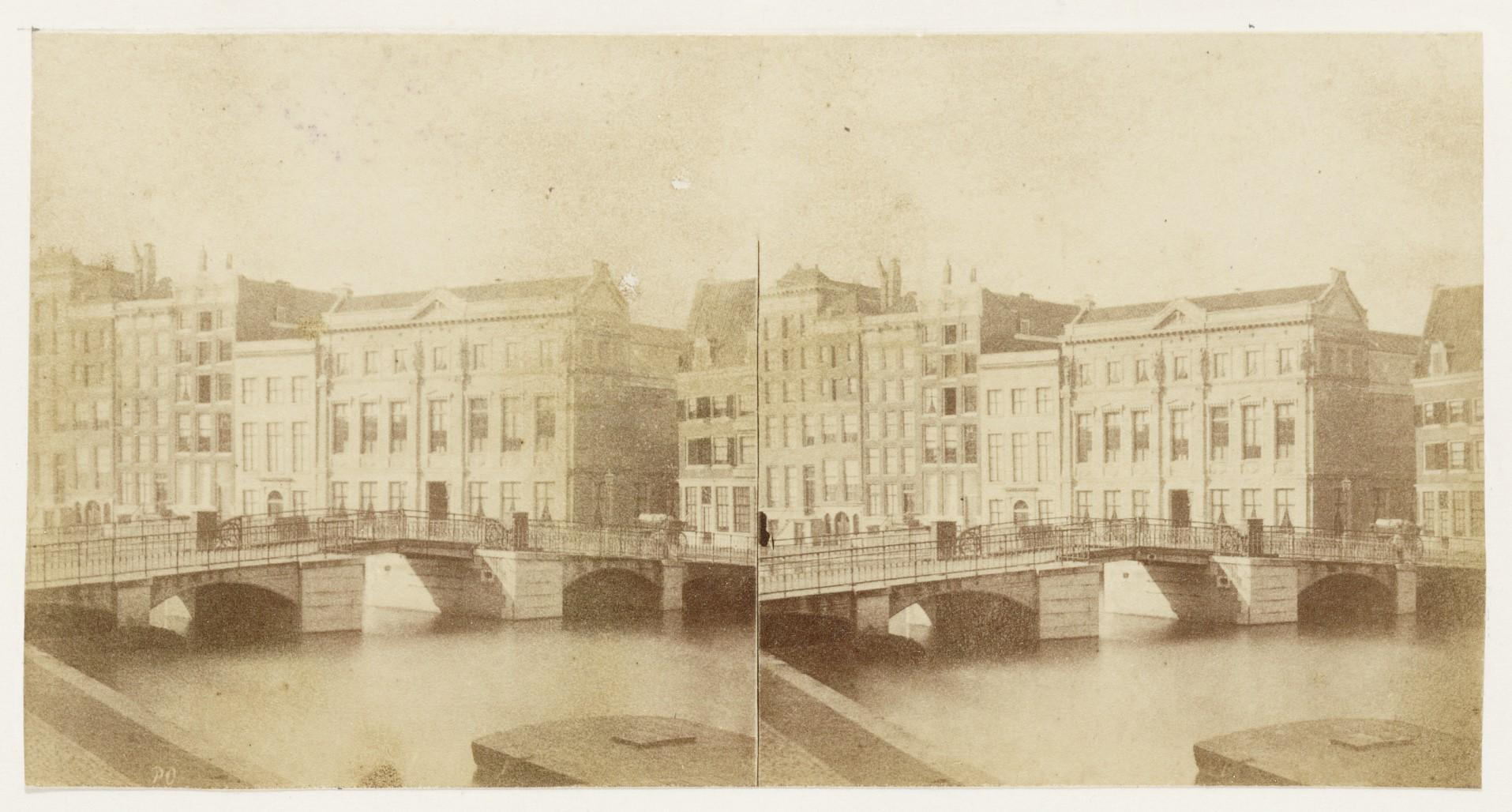
Pieter Oosterhuis fotografeerde hem rond 1900
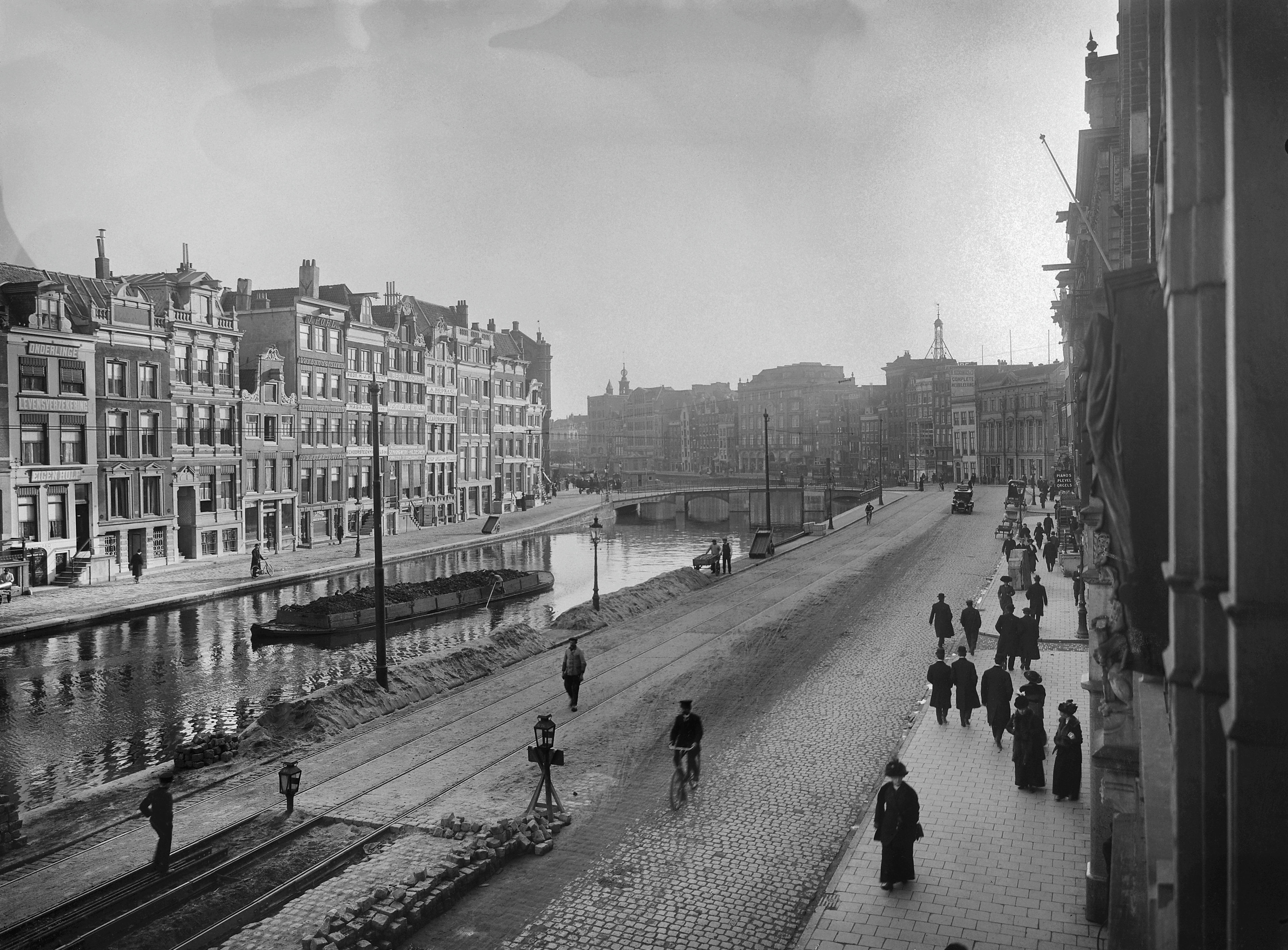
Ongedateerde foto
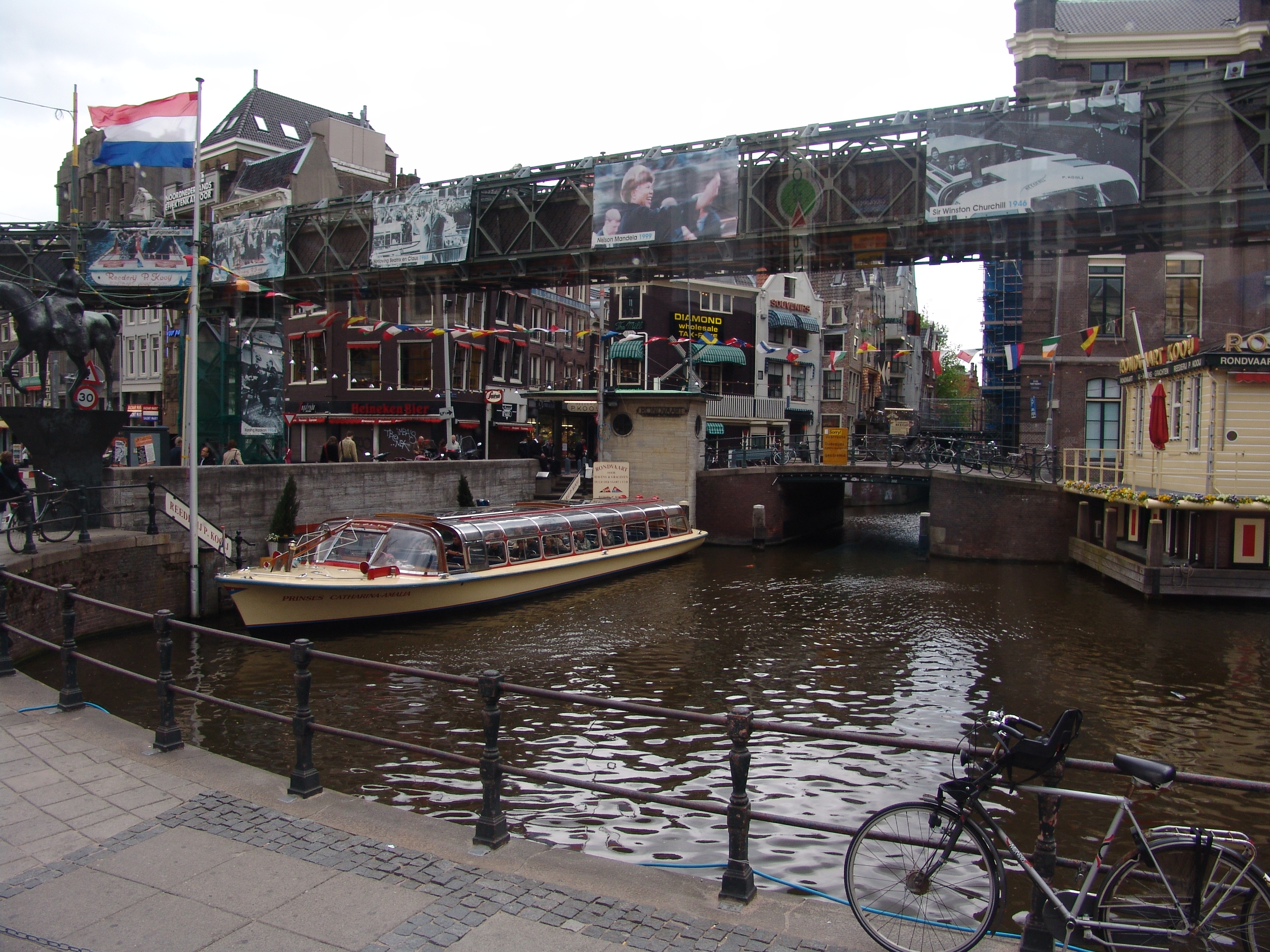
Het huisje van Leupen in het midden
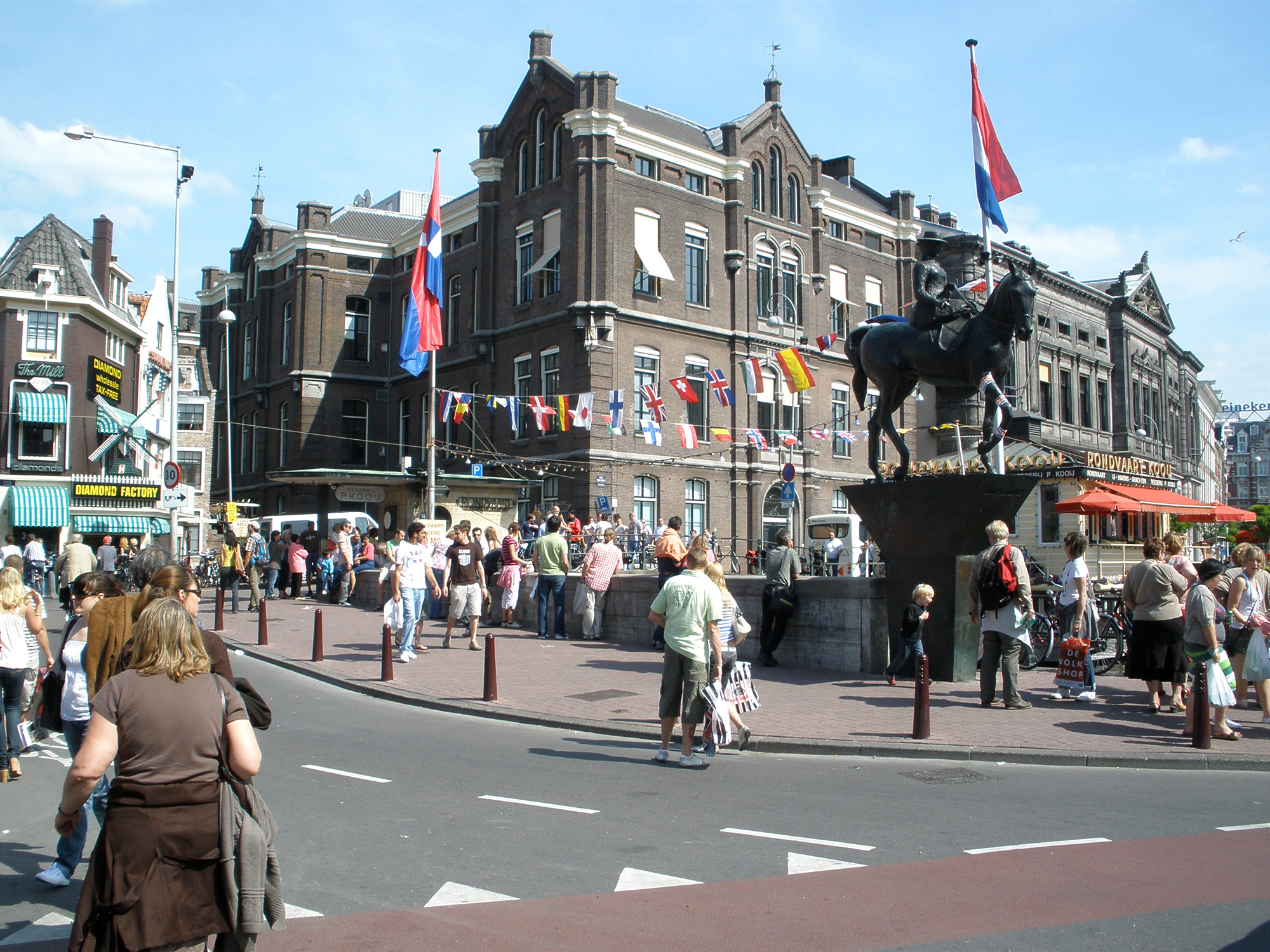
Koningin Wilhelmina te paard, op de achtergrond het huisje van Leupen in 2008